# ランドルフ郡 (アーカンソー州)
ランドルフ（Randolph County）は、アメリカ合衆国アーカンソー州の郡である。人口は1万8571人（2020年）。郡庁所在地はポカホンタスである。この郡は1835年10月29日に設立されバージニア州選出アメリカ合衆国下院議員 w:John Randolph of Roanoke の名を取って命名された。

## 地理
アメリカ合衆国統計局によると、この郡は総面積1,699 km2 (656 mi2) である。このうち1,688 km2 (652 mi2) が陸地で11 km2 (4 mi2) が水地域である。総面積の0.64%が水地域となっている。

### 隣接する郡
- オレゴン郡 (ミズーリ州)  (北西)
- リプリー郡 (ミズーリ州)   (南東)
- クレイ郡  (東)
- グリーン郡  (南東)
- ローレンス郡  (南)
- シャープ郡  (西)

## 人口動静
2000年の国勢調査で、この郡は人口18,195人、7,265世帯、及び5,245家族が暮らしている。人口密度は11/km2 (28/mi2) である。5/km2 (13/mi2) の平均的な密度に8,268軒の住居が建っている。この郡の人種的構成は白人96.99%、アフリカン・アメリカン0.97%、先住民0.53%、アジア0.07%、太平洋諸島系0.01%、その他の人種0.27%、及び混血1.15%である。人口の0.82%がヒスパニックまたはラテン系である。
この郡内の住民は24.60%が18歳未満の未成年、18歳以上24歳以下が8.30%、25歳以上44歳以下が25.70%、45歳以上64歳以下が24.30%、及び65歳以上が17.00%にわたっている。中央値年齢は39歳である。女性100人ごとに対して男性は96.00人である。18歳以上の女性100人ごとに対して男性は90.50人である。
この郡の世帯ごとの平均的な収入は27,583米ドルであり、家族ごとの平均的な収入は33,535米ドルである。男性は25,006米ドルに対して女性は18,182米ドルの平均的な収入がある。この郡の一人当たりの収入 (per capita income) は14,502米ドルである。人口の15.30%及び家族の11.90%は貧困線以下である。全人口のうち18歳未満の18.80%及び65歳以上の15.20%は貧困線以下の生活を送っている。

## 都市及び町
| - Biggers - メイナード | - O'Kean - ポカホンタス | - レイバンデンスプリングス - レイノ |